# Nissan GT-R
Nissan GT-R je sportovní automobil vyráběný japonskou automobilkou Nissan, který se prodává v Japonsku od 6. prosince 2007, ve Spojených státech od 4. července 2008 a ve zbytku světa od března 2009.

## Koncepty
Na autosalónech byly představeny dva koncepty před odhalením výrobního modelu. První koncept byl představen na Tokyo Motor Show v roce 2001 jako ukázka vozidla GT-R 21. století. V roce 2005 na Tokyo Motor Show Nissan představil přepracovaný koncept s názvem GT-R Proto, na kterém by měla být výroba GT-R na 80 až 90% založená.

## Výroba

### Produkční model
Sériový model GT-R byl představen v roce 2007 na Tokyo Motor Show a začátek prodeje v Japonsku se uskutečnil dne 6. prosince 2007. Oficiální začátek prodeje v USA začal o 7 měsíců později, dne 7. července 2008. Evropa se stala třetím spotřebitelským trhem, kde začal prodej v březnu 2009. Velké rozdíly mezi prvními začátky prodeje vznikly kvůli nutnosti budování speciálních GT-R servisních center, kde se budou vozy opravovat. Také motor a vzadu montovaná dvojspojková převodovka jsou ručně montované, takže výroba je omezena na zhruba 1 000 vozidel měsíčně.

### Specifikace
Nissan GT-R je poháněný motorem Nissan VR (motor) VR38DETT 3799 cc (3,8 L) DOHC V6. Dvě paralelně zapojená turbodmychadla Ishikawajima-Harima Heavy Industries (IHI) poskytují rychlé přeplňování. Motor má výkon 404 kW (550 koní) při 6 500 ot/min a 632 Nm při 3 200-5 800 ot/min. Motor také splní kalifornskou emisní normu ULEV.
- Konfigurace motoru – šestiválcový vidlicový motor s DOHC
- Vrtání x zdvih válce (mm) – 95,5 x 88,4
- Zdvihový objem – 3799 cm³
- Kompresní poměr – 9 : 1
- Maximální výkon – 404 kW (550 koní) při 6400 ot/min
- Maximální kr. moment – 588 Nm při 3200 – 5800 ot/min
- Vstřikováni paliva – NISSAN EGI (ECCS) Elektronické vstřikováni paliva
- Objem palivové nádrže – 74 l
- Převodovka - GR6 Dual Clutch Transmission (dvojspojková převodovka)
- Převodový poměr - 3.7:1
- Pohon všech kol ATTESA-ETS